# Baranivka
Baranivka (en ukrainien : Баранівка) ou Baranovka (en russe : Барановка ; en roumain : Nani) est une ville de l'oblast de Jytomyr, en Ukraine, et le centre administratif du raïon de Baranivka et de communauté urbain territoriale unie de Baranivka. Sa population s'élève à 11 343 habitants en 2021.

## Géographie
Baranivka se trouve sur la rive gauche de la rivière Sloutch, à 72 km à l'est de Jytomyr, en Ukraine.

## Histoire
L'origine de la ville remonte à 1566. Baranovka a accédé au statut de commune urbaine en 1938 et à celui de ville le 17 mai 2001. Jusqu'en 1941, Baranovka comportait un importante minorité juive : 23 % de la population, qui s'élevait à environ 6 000 habitants en 1939. En 1802, une manufacture de porcelaine fut établie à Baranivka par les frères Mezer, au bord de la Sloutch. En 1825, la qualité supérieure des produits de la manufacture lui valut le droit d'y apposer l'emblème de l'État. Au XXe siècle la manufacture de porcelaine connut des hauts et des bas. Elle fut nationalisée le 17 novembre 1920 et la production, interrompue, redémarra en 1922. L'activité s'arrêta également pendant la Seconde Guerre mondiale. Finalement, l'entreprise, qui employait environ 1 500 personnes fut privatisée en 1993, réorganisée et modernisée. Elle exporte des services de table, des services à thé et à café dans de nombreux pays.

## Population
Recensements ou estimations de la population,,,, :
| 1923* | 1926* | 1959* | 1970*  | 1979*  | 1989*  |
| ----- | ----- | ----- | ------ | ------ | ------ |
| 1 784 | 5 363 | 6 183 | 10 546 | 11 368 | 12 638 |

| 2001*  | 2009   | 2010   | 2011   | 2012   | 2013   |
| ------ | ------ | ------ | ------ | ------ | ------ |
| 12 584 | 12 282 | 12 173 | 12 128 | 12 018 | 11 980 |

| 2014   | 2015   | 2016   | 2017   | 2021   | - |
| ------ | ------ | ------ | ------ | ------ | - |
| 11 948 | 11 895 | 11 810 | 11 765 | 11 343 | - |

## Économie
La principale entreprise de la ville est l'usine de porcelaine de Baranivka (Baranivskyï farforovyï zavod), créée en 1802 et déclarée en faillite pour 2013.

## Honneur
L'astéroïde (214487) Baranivka porte son nom.